# Regione di Khorezm
La regione di Khorezm (in usbeco: Xorazm viloyati) è una regione (viloyat) dell'Uzbekistan, situata nel nord ovest del paese, ai confini con il Turkmenistan. Prende il nome dall'antica regione storica della Corasmia.

## Geografia antropica

### Suddivisioni amministrative
La regione è suddivisa in 10 distretti.

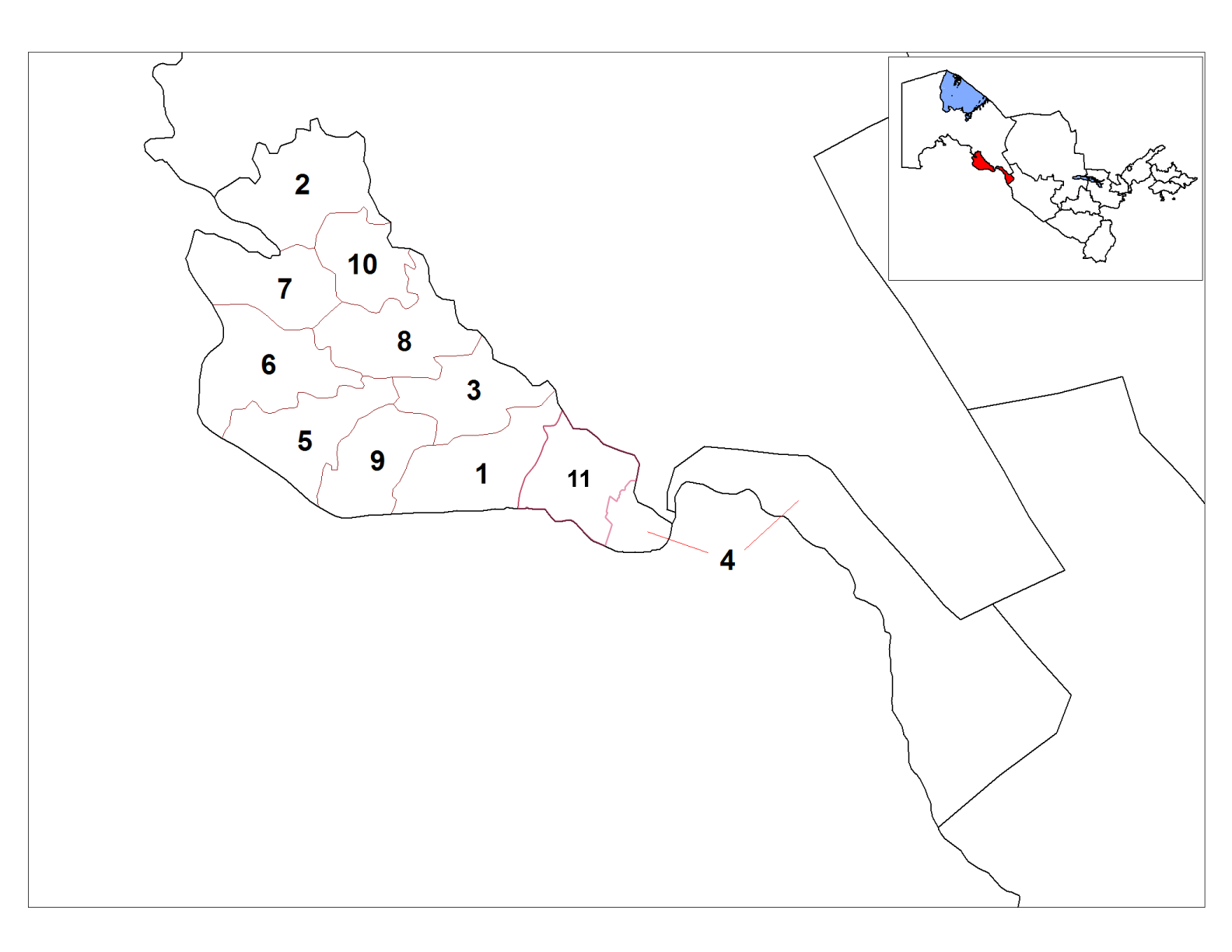
I distretti della regione di Khorezm

| N  | Distretti               | Capoluoghi |
| -- | ----------------------- | ---------- |
| 1  | Distretto di Bogot      | Bogot      |
| 2  | Distretto di Gurlan     | Gurlan     |
| 3  | Distretto di Khonqa     | Khonqa     |
| 4  | Distretto di Khzorasp   | Khzorasp   |
| 5  | Distretto di Khiva      | Khiva      |
| 6  | Distretto di Kushkupir  | Kushkupir  |
| 7  | Distretto di Shovot     | Shovot     |
| 8  | Distretto di Urgench    | Qorovul    |
| 9  | Distretto di Yangiariq  | Yangiariq  |
| 10 | Distretto di Yangibozir | Yangibozir |